# Apikoğlu

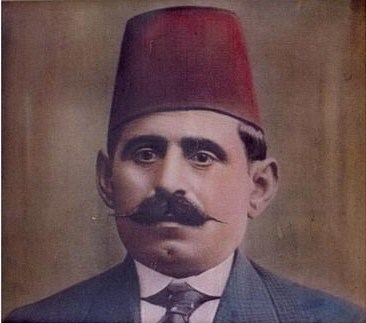
Der Armenier Kirkor Apikoğlu gründete die Firma.(circa 1923)

Die Firma Apikoğlu ist ein Fleischverpackungs-Betrieb in Familienbesitz, der im Osmanischen Reich gegründet wurde. Die Firma stellt Sucuk und Pastırma her. Apikoğlu ist die erste Einrichtung in der Türkei, welche die Massenproduktion von Fleischprodukten betrieb.

## Frühe Jahre
Die Firma Apikoğlu wurde im Jahre 1910 in Kayseri vom Armenier Kirkor Apikoğlu (1878–1945) gegründet. Kirkor Apikoğlu verlagerte seinen Betrieb im Jahre 1920 nach Istanbul und eröffnete seine Produktionsstätte im Bezirk İdealtepe des Vorortes Maltepe.

## Übernahme durch zwei Brüder
Als das Geschäft expandierte, brauchte die Firma mehr Platz und verlagerte den Produktionsbetrieb 1966 nach Alibeyköy. Die Fabrik in Alibeyköy wurde von den beiden Brüdern Agop und Hayk Apikoğlu geleitet. Die Apikoğlu-Brüder verkauften bald ihre Produkte in der gesamten Türkei.

### Innovationen
Das patentierte System der Apikoğlu-Brüder machte es in den 1960er Jahren möglich, das islamkonforme Halāl-Marktfleisch direkt vom Schlachthof aus zu produzieren. Die Technik ließ die Kuh kopfüber hängen, sodass bei der Schlachtung das Blut leicht aus dem Körper fließen konnte. Diese Technik wurde zur gängigen Praxis in der Türkei. Um den steigenden Bedarf zu decken, erhöhten die Apikoğlu-Brüder ihre Mitarbeiterzahl im Jahr 1987 auf 200 Personen. Sie kauften eine moderne Einrichtung mit 45.000 m² in Tuzla.

### Kritik
2012 war die Firma in einen Lebensmittelskandal verwickelt, da in den Produkten Verunreinigungen festgestellt wurden. Die Firma erklärte, dass das Vertrauen in die Marke über allen anderen Interessen stehe, und dass von nun an nur noch Kalbfleisch anstelle einer Mischung von Kalb, Huhn und Rind verwendet würde.

## Erbe
In dem Buch Markaların Öyküsü (deutsch Die geschichte der Marken) wird Apikoğlu als eine „der 304 berühmtesten Marken auf der Welt“ beschrieben.
Die Apikoglu-Brüder werden auch im Buch Istanbul – Erinnerung an eine Stadt des mit dem Literaturnobelpreis ausgezeichneten türkischen Autors Orhan Pamuk erwähnt.